# Ауе (Саксонија)
Ауе (њем. Aue) град је у њемачкој савезној држави Саксонија. Једно је од 69 општинских средишта округа Ерцгебирге. Према процјени из 2010. у граду је живјело 17.751 становника. Посједује регионалну шифру (AGS) 14521030.

## Географски и демографски подаци
Ауе се налази у савезној држави Саксонија у округу Ерцгебирге. Град се налази на надморској висини од 330-564 метра. Површина општине износи 20,9 km². У самом граду је, према процјени из 2010. године, живјело 17.751 становника. Просјечна густина становништва износи 848 становника/km².